# 卡皮亞塔
卡皮亞塔（西班牙語：Capiatá）是巴拉圭的城市，由中央省負責管轄，距離首都亞松森約20公里，始建於1640年2月2日，面積83平方公里，海拔高度124米，2011年人口232,257。